# Canon magnétique
Le canon magnétique ou canon de Gauss (coilgun ou Gauss cannon en anglais) est un canon qui utilise l'effet d'attraction/répulsion magnétique. Il est l'une des deux formes du canon électromagnétique, l'autre étant le canon électrique.

Animation des bobines d'excitation d'un canon magnétique

## Principe

### Attraction magnétique par ferromagnétisme
Le premier projet de canon électrique au monde fut proposé en 1884 par un avocat daxois, Maître La Lauze. À une époque où l'énergie électrique était encore balbutiante, il fut qualifié par la Direction de l'Artillerie de Bayonne de « curiosité de laboratoire ». En 1908 un nouvel engin fut proposé par un certain Ponteux mais il resta dans les limbes. Ce n'est que durant la Première Guerre Mondiale que furent entreprises des études sérieuses par M. Fauchon-Villeplée qui proposa un canon électrique  dans lequel le champ magnétique créé par un fort courant parcourant le « tube » propulsait des fléchettes de 50g. Des essais furent menés qui permirent d'atteindre la vitesse de 200 m/s[réf. nécessaire].
La construction d'un démonstrateur en vraie grandeur fut lancée en 1918 mais l'engin arrivait trop tard et le prototype inachevé fut abandonné le 3 novembre 1918.
Un brevet a été déposé dès 1900 par le physicien Kristian Birkeland, c'est un électroaimant en forme de tube (par exemple sous forme de solénoïde) : dès qu'on branche le courant électrique, un projectile ferromagnétique est attiré magnétiquement vers le centre du canon, puis on coupe le champ pour éviter de freiner le projectile qui se dirige avec une vitesse initiale vers la bobine suivante.

### Répulsion magnétique par induction
Dans ses réalisations plus évoluées, on dispose plusieurs solénoïdes courts en série autour du tube. Quant à l'obus, il possède en son sein un bobinage conducteur.
1. Un courant électrique impulsionnel de forte intensité (délivré par un banc de condensateurs) est injecté dans le premier solénoïde. Ce bref et fort courant engendre un champ magnétique dans le tube, d'intensité rapidement croissante.
2. Les spires à l'intérieur du projectile sont le siège d'un courant induit selon la loi de Lenz de l'induction magnétique. Ce courant électrique est à cet instant de sens contraire à celui circulant dans le solénoïde inducteur. Le projectile crée donc à son tour un champ magnétique induit, et de ce fait deux pôles magnétiques identiques se font face: le projectile subit un effet magnétique répulsif qui le propulse .
3. Les solénoïdes sont successivement commutés les uns à la suite des autres, au moment où le projectile passe devant eux, ce qui lui procure une accélération supplémentaire.

À noter que cet « effet répulsif magnétique », dû à ce que l'on nomme la loi de Lenz, est l'effet macroscopique des forces de Laplace qui agissent en réalité individuellement sur chaque électron mis en mouvement par induction dans les spires en métal du projectile, alors que le champ magnétique ambiant est croissant : ces forces de Laplace agissent sur les spires du projectile avec à la fois une composante radiale centripète (qui tend à compresser la spire, mais celle-ci est rigide) et une composante axiale (propulsive, car dirigée à l'opposé du solénoïde inducteur).
En règle générale, on utilise quelques solénoïdes courts de ce genre (classiquement pas plus de trois ou quatre) pour la « mise en vitesse » initiale du projectile. Les commutations des courants doivent être très finement calculées, à cause de l'accélération du projectile entre deux solénoïdes, et parce qu'une bobine possède une inductance qui fait que la « réponse magnétique » de celle-ci à un champ magnétique inducteur variable n'est pas instantanée. À la suite de ces solénoïdes commutés séquentiellement, un solénoïde long ou une suite de plusieurs solénoïdes courts sont commutés ensemble, générant un champ magnétique axial uniforme d'intensité globalement croissante, qui accélère continuellement le projectile en mouvement sur toute la longueur de ce dernier étage, jusqu’à sa sortie du canon.

## Recherches
Comme le canon électrique, c'est une arme expérimentale qui est largement exploitée dans les œuvres imaginaires. Des recherches militaires actives sur les canons électromagnétiques sont effectuées depuis plusieurs années afin de pouvoir à terme remplacer le canon des chars d'assaut : l'intérêt de tels canons est la vitesse très élevée atteinte par le projectile, capable de percer les blindages les plus résistants sans même avoir recours à un explosif tel qu'une charge creuse. La vitesse des obus classiques propulsés par explosion de poudre est en effet généralement de 1 000 m/s (1 800 m/s pour les obus flèche), car pour augmenter de 20 % la vitesse d'un obus classique, il faut doubler la masse de poudre. Très peu de données concrètes sont accessibles sur ces recherches confidentielles, qui utilisent désormais des solénoïdes en fil supraconducteur permettant d'atteindre des champs magnétiques de plusieurs teslas.
Dans le domaine spatial, le principe de cet accélérateur électromagnétique est également envisagé pour servir de lanceur spatial, au sol, de satellites. Cette catapulte électromagnétique doit être dans ce cas très longue afin de pouvoir atteindre progressivement la vitesse de satellisation. Autre utilisation : embarqué dans un vaisseau spatial avec une source d'énergie électrique de courant alternatif, ce canon devient un propulseur électromagnétique à plasma à induction par onde magnétique, nommé PMWAC (Propagating Magnetic Wave Plasma Accelerator) ou IDA (Inductive Plasma Accelerator), potentiellement très efficace pour des vols spatiaux.

## Présence dans les jeux vidéo
Les canons à accélération magnétique (CAM) des vaisseaux spatiaux, ainsi que les canons équipés sur certains Warthogs, dans l'univers de Halo sont des canons de Gauss. Le jeu vidéo Halo 4 introduit la carabine asymétrique sans recul, qui utilise l'effet Gauss.
Dans le récent jeu DOOM (le quatrième de la fameuse série), parmi les nouveautés se trouve le « Gauss Cannon ».
Le canon de Gauss est présent notamment dans le jeu en ligne Ogame, où il est un très bon système de défense contre les croiseurs. On retrouve aussi le canon de Gauss sous forme de fusil, dans le jeu S.T.A.L.K.E.R ou bien Crysis, où il est là aussi l'une des armes les plus puissantes ainsi que dans des jeux moins récents comme Syndicate ou X-com où il est une des armes humaines les plus puissantes. On le trouve aussi sous la forme d'un pistolet et d'un fusil dans les jeux de rôle post-apocalyptiques Fallout 2, Fallout 3, Fallout 4, Fallout 76 (aussi présence du format minigun), Fallout: New Vegas ou Fallout Shelter (fusil uniquement pour ce dernier) dans lesquels ils sont très puissants. Dans Red Faction, les balles de ce fusil peuvent traverser les murs.
Dans Halo, il n'est utilisable qu'en tant qu'arme montée sur le buggy.
Il est également présent dans l'univers Battletech et mechcommander. Cette technologie est aussi reprise dans le jeu Metal Gear sous forme d'un canon à rampe permettant de lancer des ogives nucléaires furtives. Dans StarCraft, les marines sont armés de fusils Gauss C-14 de 8 mm « Empaleur ». Ainsi que dans la série Mass Effect où la plupart des armes de poing et d'épaule fonctionnent par accélération magnétique des projectiles.
Présent dans le MMO de stratégie Total domination : Reborn où il est une unité de défense faible en attaque à cause de son besoin en énergie énorme. Il ressemble a un mécha à deux jambes et à la place de la tête et des bras, il a un canon.
La série des jeux Quake utilisent, quant à eux, des railguns comme fusil de précision (sniper). On trouve aussi cette arme dans Red Faction. Le railgun, bien qu'étant aussi une arme électromagnétique comme le canon de Gauss, est une variante de celle-ci, son principe de fonctionnement étant différent.
Dans l'univers de Warhammer 40000, les guerriers du peuple Eldar, présents dans plusieurs jeux vidéo entre autres, utilisent des armes nommé très justement  « catapulte shuriken » projetant des projectiles de type shuriken hi-tech par l'utilisation du principe de Gauss, plus tardivement la race des Tau utilise des railguns dans les chars Hammerhead et les armures broadside.
Dans Starcraft 2, jeu de stratégie en temps réel, les Marines de la faction Terran se battent avec des fusils d'assaut à effet Gauss.
Dans Call of Duty: Black Ops 2, il est présent sous la forme d'un fusil de précision appelé Storm PSR. Il est doté d'un viseur à rayons X et d'un indicateur de charge qui permet au joueur de jauger la puissance qu'il souhaite donner au projectile, cela permet de percer des surfaces plus ou moins épaisses afin par exemple, d'atteindre un ennemi caché derrière une simple plaque de métal ou derrière le pilier d'un pont.
Dans PlanetSide 2, la faction du Nouveau Conglomérat utilise principalement des armes basées sur la technologie Gauss (Mercenaire AF-19, GD-7F, Bandit AF-4A, GaussSaw NC06, Railjack AF-8, etc.).
Dans Elite Dangerous, le canon de Gauss est une arme fonctionnant comme un railgun et qui est dédiée au combat contre les Thargoïds.